# Dolichopeza (Mitopeza) longicornis
Dolichopeza (Mitopeza) longicornis is een tweevleugelige uit de familie langpootmuggen (Tipulidae). De soort komt voor in het Oriëntaals gebied.